# Мария Абаркская
Мария Абаркская, которую часто называют Донья Мария де Абарка, была испанской художницей XVII века, работавшей между 1630 и 1656 годами в Мадриде, Испания. Она родилась в Мадриде, но даты её рождения и смерти неизвестны. Согласно записи в «Каталоге образцов граверов» доктора Кумба предполагается, что её отцом мог быть Мариус Абакус. Она была известна своей работой в как портретистка-любительница, и её хвалили за умение передавать образы. Мария де Абарка была современницей Питера Пауля Рубенса и Диего Веласкеса, которые, как сообщается, восхищались её работами.
Её имя включено в композицию «Этаж наследия» Джуди Чикаго.